# 月鈴子書房
月鈴子書房（げつれいししょぼう）は、映画監督、アコーディオン奏者でもある坪川拓史・比屋定尚美・窪田健策・山川ジョルノの四人によるユニット、朗読楽団。

## メンバー
|                                    | プロフィール                           |
| ---------------------------------- | -------------------------------------- |
| 坪川拓史 （つぼかわ たくし）       | 1972年2月25日（52歳）北海道長万部出身  |
| 比屋定尚美 （ひやじょう なおみ）   | 1982年4月27日（42歳）北海道江別市出身  |
| 窪田健策 （くぼた けんさく）       | 1977年10月7日（47歳）北海道深川市出身  |
| 山川ジョルノ （やまかわ じょるの） | 1987年12月10日（37歳）北海道旭川市出身 |

## 活動内容
俳優である比屋定尚美が朗読するのに合わせ、坪川拓史と作曲家の窪田健策、山川ジョルノがオルガンや笛、太鼓、テルミンなどを演奏する。
演目は小説家稲垣足穂の掌編（しょうへん）集「一千一秒物語」など。

## 主な出演作品
- 「月鈴子書房の棚下ろし音楽会」（一千一秒物語）」

2013年8月18日 - 北海道室蘭、蘭西ギャラリー
- 「月鈴子書房の棚下ろし音楽会vol.2（額縁のワルツ）」

2013年12月14日 - 北海道室蘭、蘭西ギャラリー

2014年2月11日 - 北海道函館市、CAFE MARUSEN